# Per-Olof Larsson
Per-Olof Larsson (30 de noviembre de 1924 - 22 de abril de 2008) fue un jugador de balonmano y futbolista sueco. Fue un componente de la Selección de balonmano de Suecia.
Con la selección ganó la medalla de oro en el Campeonato Mundial de Balonmano Masculino de 1954.
Además de al balonmano jugó al fútbol para el Örebro SK entre 1949 y 1951.

## Palmarés

### Örebro SK
- Liga sueca de balonmano masculino (2): 1950, 1951

### IK Heim
- Liga sueca de balonmano masculino (1): 1955

## Clubes

### Balonmano
- Sörhaga IK
- Örebro SK
- IK Heim

### Fútbol
- Örebro SK (1949-1951)

- Datos: Q27923922